# Tiszatarrós
Tiszatarrós (szerbül Тараш / Taraš) település Szerbiában, a Vajdaságban, a Bánságban.

## Fekvése
Nagybecskerektől északnyugatra, a Tisza bal partján, Kumán, Csúrog és Elemér közt fekszik, közigazgatásilag Nagybecskerek községhez tartozik.

## Története
Tiszatarrós, Tiszatarros, Tarras a vármegye legrégibb helységeinek egyike, melyről már III. Béla király névtelen jegyzője is megemlékezett 1200 körül írt művében, mely szerint a honfoglalás idején Árpád vezér Bojtának a bolgárok fölött aratott győzelme miatt vitézségéért Tornus mezőt, a mai Tiszatarrost adta jutalmul, ahova az később hunokat telepített.
Neve már szerepelt az 1332–1337. évi pápai tizedjegyzékekben is Tarhus néven, az egyházas helyek között.
1422-ben az egyik oklevélben az innen származó a Tarrosi család egyik tagja királyi emberként szerepelt, majd 1439-ben szintén királyi emberként szerepelt egy oklevélben a Tarhosi Kenéz család tagjai közül való Miklós is.
A falu a török hódoltság alatt elpusztult, és gróf Mercy 1723–1725-ös térképén is a becskereki kerületben az elpusztult helységek között találjuk.
1750-ben a délmagyarországi kincstári pusztákat bérlő társaság bérelte, 1752-ben a tisza-marosi határőrök részére jelölték ki letelepedési helyül, majd 1774-ben a kikindai kiváltságos kerülethez csatolták.
1775–1778 között 20 család költözött el innen a dunai Határőrvidékre.
1817. augusztus 1-jén a kerülethez tartozó többi településsel együtt Tiszatarrós is kiváltságlevelet nyert, majd 1876-ban Torontál vármegyéhez csatolták.
1910-ben 2107 lakosából 28 magyar, 2063 szerb, illetve 33 római katolikus, 2064 görögkeleti ortodox volt.
A trianoni békeszerződés előtt Torontál vármegye Törökbecsei járásához tartozott.

## Népesség

### Demográfiai változások
| 1948 | 1953 | 1961 | 1971 | 1981 | 1991 | 2002 | 2011 |
| ---- | ---- | ---- | ---- | ---- | ---- | ---- | ---- |
| 1956 | 1956 | 1779 | 1612 | 1328 | 1174 | 1140 | 1009 |

## Nevezetességek

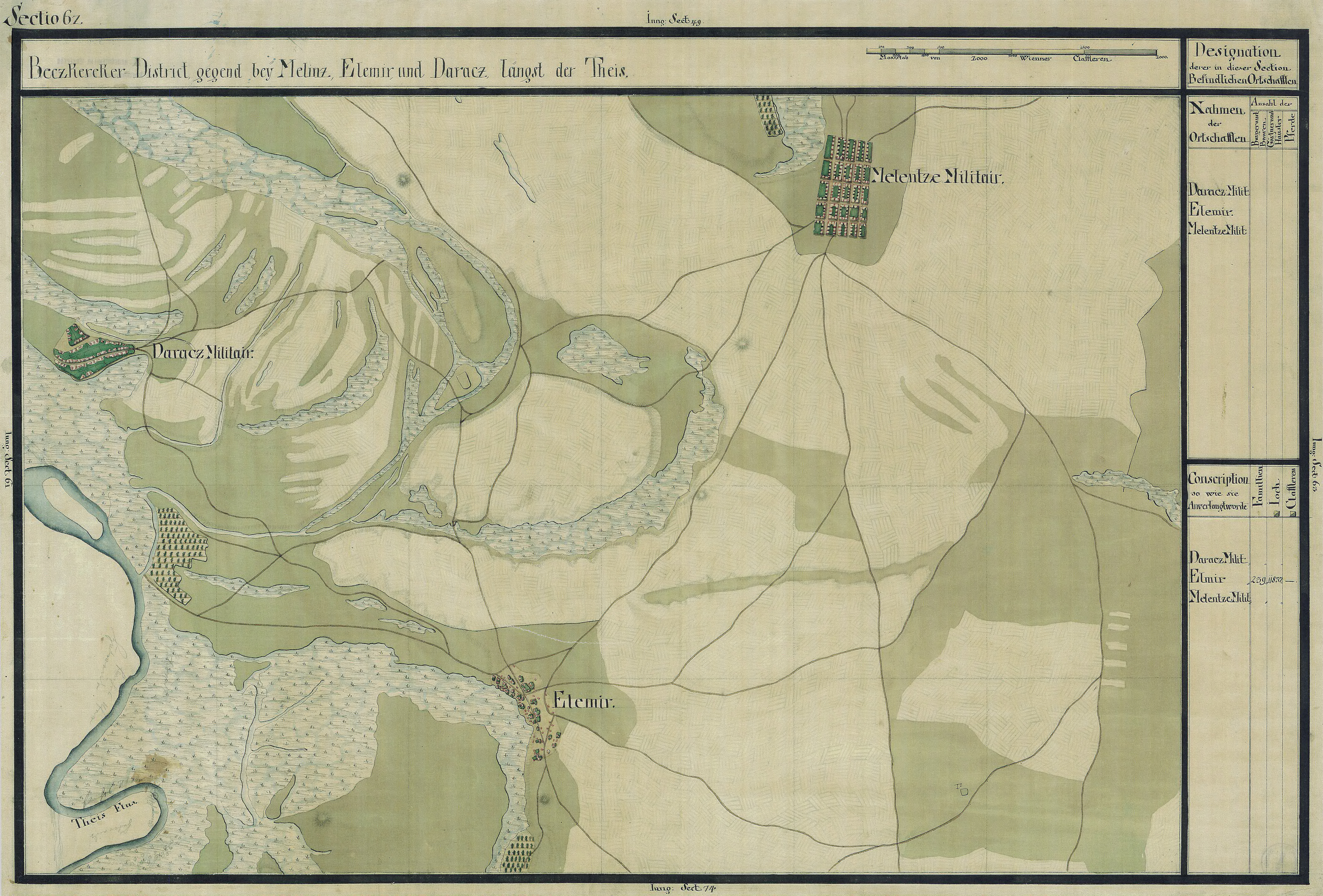
Tiszatarrós egy régi térképen

- Görögkeleti temploma - 1851-ben épült